# Svizzera ai Giochi della XVI Olimpiade
La Svizzera partecipò ai Giochi della XVI Olimpiade solo nelle gare di equitazione, disputate a Stoccolma, Svezia, dal 1º al 17 giugno 1956, con una delegazione di 3 atleti. Le altre gare, svoltesi a Melbourne, Australia dal 22 novembre all'8 dicembre, furono boicottate a causa dell'invasione sovietica dell'Ungheria.

## Medaglie
| Medaglia | Atleta                                             | Sport       | Evento             |
| -------- | -------------------------------------------------- | ----------- | ------------------ |
| Bronzo   | Gottfried Trachsel Henri Chammartin Gustav Fischer | Equitazione | Dressage a squadre |